# 怀特岛音乐节

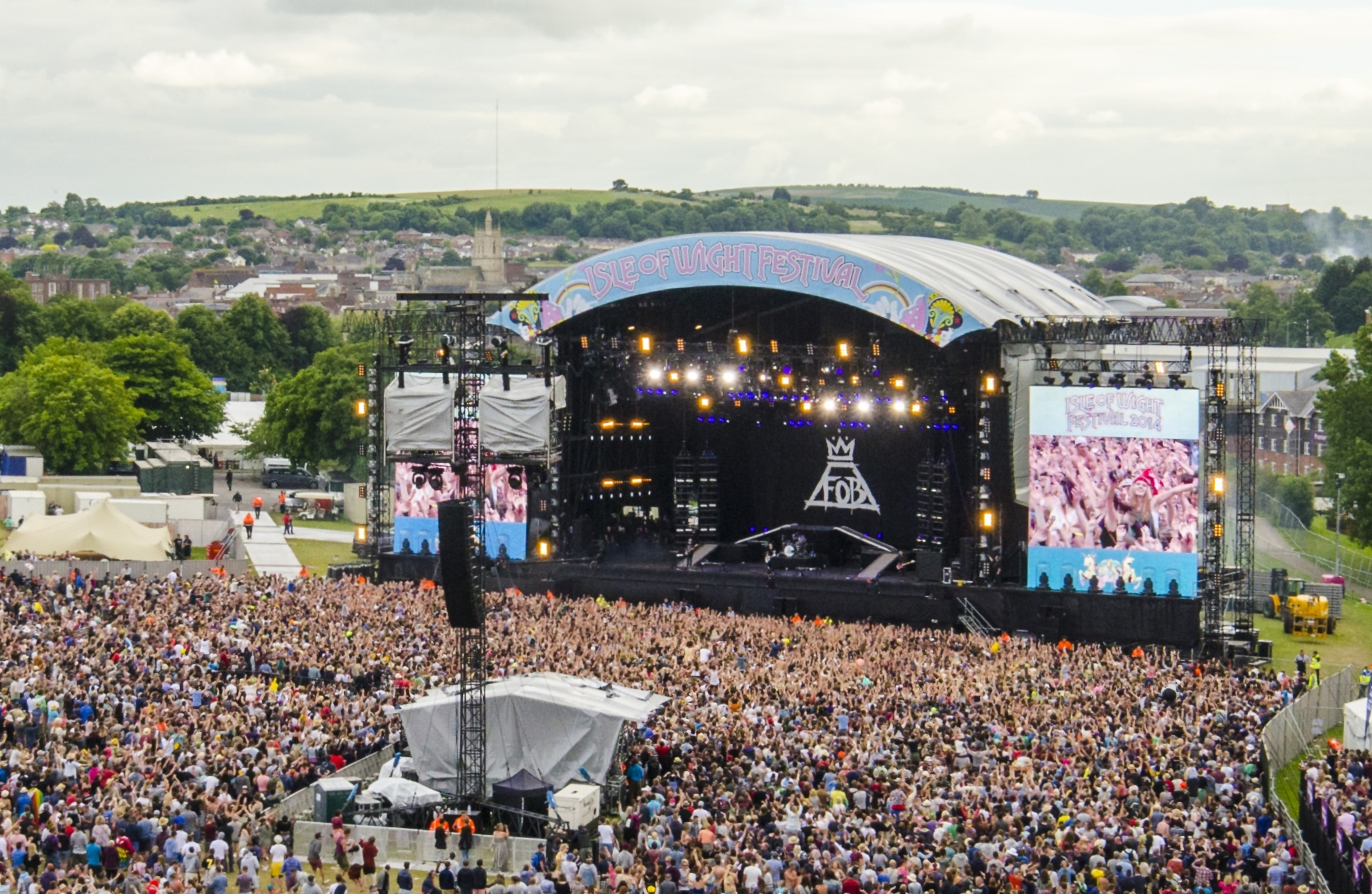
2014年的懷特島音樂節

怀特岛音乐节（英語：Isle of Wight Festival）是在位于英国南部海岸线附近的怀特岛举办的音乐节。此音乐节最早于1968年至1970年举办过三届，举办地点分别在福特农场（在“上帝山”附近）、伍特屯和阿夫屯。
1970年的那届音乐节是至今为止世界上最大及最有名的早期摇滚音乐盛事之一，实际上也被认为是全世界最大规模的一次人类的聚会，有超过60万人次参加，一举打破了前一年伍德斯托克音乐节的人数纪录。
2002年怀特音乐节重新举办，地点在位于英国纽波特郊区的近海公园附近的一个活动健身场地，从此之后再次成为年度音乐盛事，受到评论家的一致好评，2006年的音乐节头号乐队/乐人包括“酷玩”、“喷火战机”和“神童”乐队。音乐节所在地也开始缓慢北移，延东麦地那山谷牧场，越过近海公园。

## 重新举办的历界音乐节
2006 “诺基亚怀特岛音乐节” 6月9日 - 6月11日, 2006:

头号乐队 - 酷玩, 喷火战机,  神童, 金制绳索, 安慰剂
2005 “诺基亚怀特岛音乐节” 6月10日 - 6月12日, 2005:

头号乐队 - R.E.M., Roxy Music, Travis, Faithless, Snow Patrol, Razorlight, Feeder,The Subways
2004 “诺基亚怀特岛音乐节”6月11日 - 6月13日, 2004:

头号乐队 - David Bowie, The Who, Stereophonics, Manic Street Preachers, The Charlatans, Groove Armada
2003 "怀特岛音乐节" 6月14日 - 6月15日 2003:

头号乐队 - Paul Weller, Bryan Adams, Counting Crows, Starsailor, The Darkness
2002 "摇滚岛" 6月3日, 2002:
 
头号乐队 - The Charlatans, Robert Plant